# Rąbież (Płońsk)
Pour les articles homonymes, voir Rąbież.
Rąbież (prononciation : [ˈrɔmbjɛʂ]) est un village polonais de la gmina de Naruszewo dans le powiat de Płońsk de la voïvodie de Mazovie dans le centre-est de la Pologne.
Il se situe à environ 14 kilomètres au sud de Płońsk (siège du powiat) et à 51 kilomètres au nord-ouest de Varsovie (capitale de la Pologne).
Le village compte approximativement une population de 120 habitants en 2006.

## Histoire
De 1975 à 1998, le village appartenait administrativement à la voïvodie de Ciechanów.